# Palazzo Lurani
Il palazzo Lurani, talvolta detto anche Castello, è un palazzo nobiliare posto nel centro abitato di Caselle Lurani.

## Storia
Il palazzo fu costruito nella seconda metà del XVII secolo dai Lurani, dal 1647 nuovi feudatari di Caselle, trasformando un precedente castello appartenuto ai precedenti feudatari, la famiglia Trivulzio.

## Caratteristiche
Il palazzo è posto nel centro del paese, a breve distanza dalla chiesa parrocchiale e dal municipio.
Ha pianta rettangolare, quasi quadrata, con quattro torri agli angoli. Nonostante l'aspetto esterno, massiccio e severo, ricordi quello di un castello, la mancanza di un cortile fa supporre una ricostruzione integrale degli interni.
La facciata principale, rivolta a sud, è preceduta da una corte d'onore accessibile dalla strada attraverso un portale barocco e fiancheggiata da due corpi di fabbrica più bassi che in passato ospitavano spazi di servizio e oggi sono adibiti ad uso abitativo.
L'interno, fortemente alterato, è da tempo in stato di abbandono.